# Aeroporto Nadzab
L'Aeroporto Nadzab, ufficialmente Nadzab Airport e citato anche con il nome commerciale di Nadzab Tomodachi International Airport (IATA: LAE, ICAO: AYNZ), è uno scalo aeroportuale papuano che serve la provincia di Morobe, regione di Momase, e la città di Lae, che ne è capoluogo, dalla quale dista 34 km.
La struttura, collocata sul fiume Erap, 5 km (3 nmi) a nord del fiume Markham e nelle vicinanze dei centri abitati di Gabmatsung/Gabmatzung e Gabsonkek, dal 1977 ha sostituito il precedente Lae Airfield, aerodromo utilizzato nelle operazioni dalla United States Army Air Forces nel corso della Seconda guerra mondiale.
L'aeroporto, dotato di una sola pista delle dimensioni 2438 x 30 m (7999 x 98 ft) con superficie in asfalto e orientamento 09/27, è stato sottoposto a una profonda ristrutturazione durante la prima parte degli anni duemilaventi, inaugurandone un nuovo terminal per voli internazionali, ed è considerato dalla Civil Aviation Safety Authority, l'autorità per l'aviazione civile della Papua Nuova Guinea, un aeroporto di classe A.